# Lago di Bertignano
Il lago di Bertignano è un piccolo bacino lacustre situato a 377 m di altezza nei pressi dell'omonima frazione a nord-est di Viverone, in Piemonte.

## Morfologia e geologia

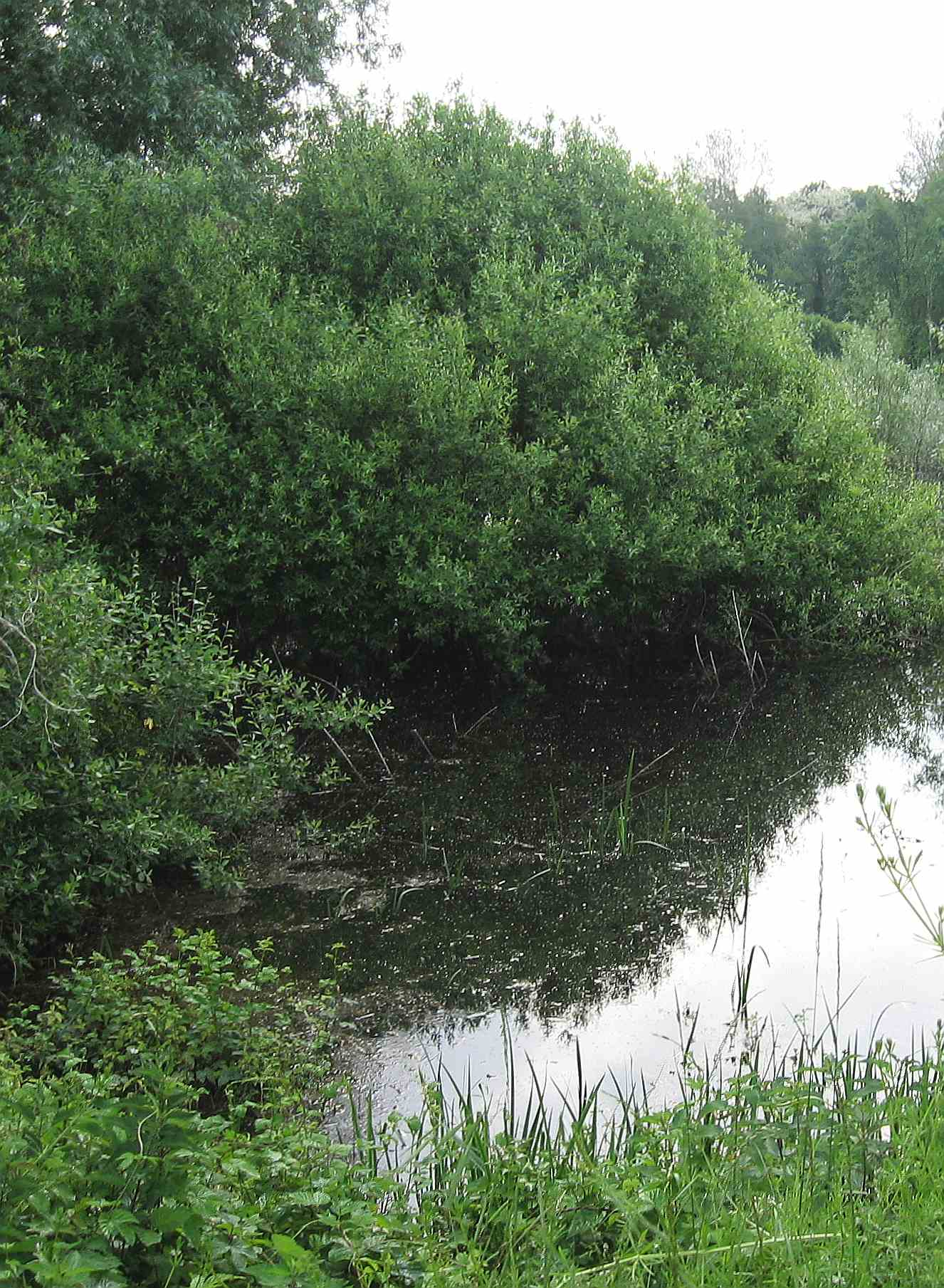
L'area paludosa ad est del lago

Come il vicino (e ben più vasto) lago di Viverone, anche quello di Bertignano è un lago di tipo intermorenico, che si è originato nel quadro dei fenomeni di successive espansioni e ritiri dell'antico ghiacciaio Balteo.
Questi fenomeni hanno creato l'anfiteatro morenico di Ivrea e la Serra; all'interno dei cordoni di sedimenti deposti dal ghiacciaio sono rimasti intrappolati alcuni specchi d'acqua tra i quali quello di Bertignano.
Il lago ha una forma lievemente allungata in senso nord-ovest/sud-est; poco ad est dello specchio d'acqua principale si trova un altro piccolo bacino in via di interramento.
Un modesto emissario scorre verso est ma tende a perdersi nei pressi della vicina Borgata Salomone, una frazione di Roppolo (BI).
Il lago è circondato da una stradina ed è scavalcato da un simulacro di linea dell'alta tensione peraltro scollegata dalla rete ed utilizzata solo per addestramento del personale Terna (Enel); nei pressi delle sue rive sorgono alcune cascine, e la zona ha mantenuto una tranquilla atmosfera di campagna.

## Storia
Nel fondo del lago furono rinvenute due antiche piroghe  monossili, ovvero lunghe canoe costruite a partire da un unico fusto arboreo. La prima, in ottimo stato, fu rinvenuta facilmente nel 1912, e datata al 250 d.C. Per l'altra, scoperta nei fondali nel 1978, si dovette attendere 4 anni (fino al 1982) di accurati preparativi da parte di esperti sommozzatori per l'effettiva operazione di riemersione. Il reperto, ripescato, fu dapprima datato intorno al 5400 a.C., ma il carbonio 14 lo fece risalire intorno al 1450 a.C.. Le ricerche storiche degli anni ottanta furono ad opera di Luigi Fozzati della Sopraintendenza Archeologica del Piemonte.  Questi resti archeologici sono ancor oggi conservati al Museo di antichità di Torino.
Nei pressi del lago furono anche ritrovati monili preistorici e i resti di un villaggio palafitticolo della tarda Età del bronzo (850-900 a.C.), chiamato Cava di Purcarel.
Verso le colline settentrionali del monte Orsetto poi, sono stati ritrovati altri ulteriori reperti, principalmente di insediamenti celtici.
Lo specchio d'acqua e vari terreni circostanti sono ricchi di tralicci e di elettrodotti di proprietà Terna (Gruppo Enel), a scopo addestrativo.
Il laghetto era dagli anni cinquanta agli anni settanta usato come serbatoio di accumulo di acque anche pompate dal sottostante lago di Viverone, che poi per caduta, alimentavano una centrale elettrica situata sulla riva del lago di Viverone. I due laghi sono tuttora collegati da una condotta forzata interrata e non più utilizzata. Alcuni componenti dell'impianto sono tuttora presenti: apparati di sollevamento paratie di mandata, nel lago stesso, cabina di comando, sulla riva, serbatoio di accumulo, in forma di torre metallica cilindrica, sulla collina a ca. 1 km a ovest del lago, tratti di condotta, nei terreni tra il lago e la torre ed immediatamente a monte della centrale, a Viverone.

## Escursionismo
Sulla costa est del lago transita la GtB (Grande traversata del Biellese), un lungo itinerario escursionistico che percorre a quota medio-bassa tutta la provincia di Biella.
Nella zona passa anche il tratto piemontese della via Francigena.

## Pesca
Sono presenti carpe, lucci, tinche, pesci gatto e varie altre specie. La pesca è gestita dal Gruppo Sportivo Dilettantistico Amici della Pesca che, previo acquisto di una tessera, permette l'accesso anche ai pescatori giornalieri.

## Protezione della natura
Il lago e l'area circostante sono compresi nel SIC denominato Lago di Bertignano (Viverone) e stagno presso la strada per Roppolo (cod. IT1130004), della superficie totale di 26,17 ha .

## Galleria d'immagini

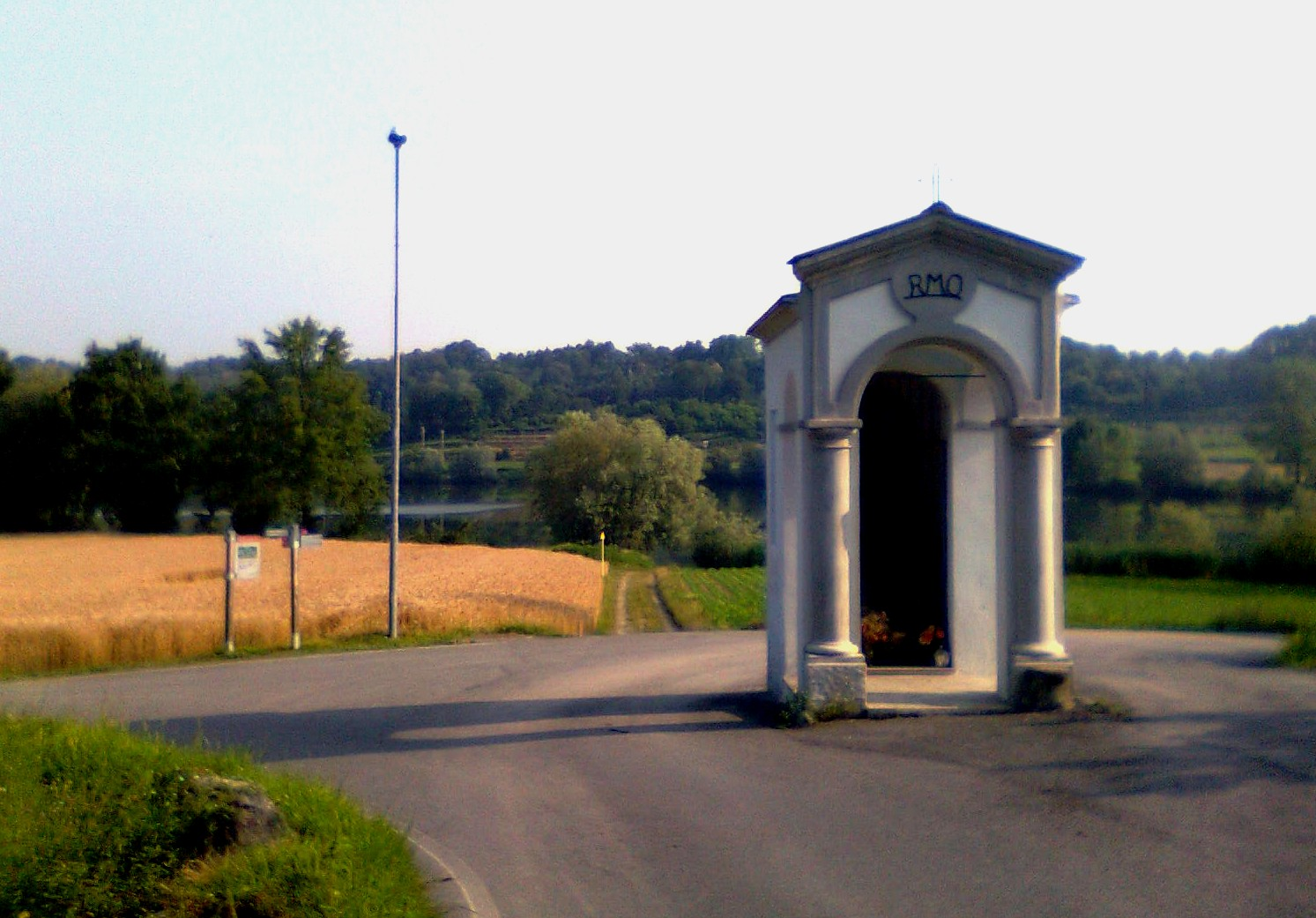
Lago di Bertignano visto dalla cappella della Madonna di Oropa
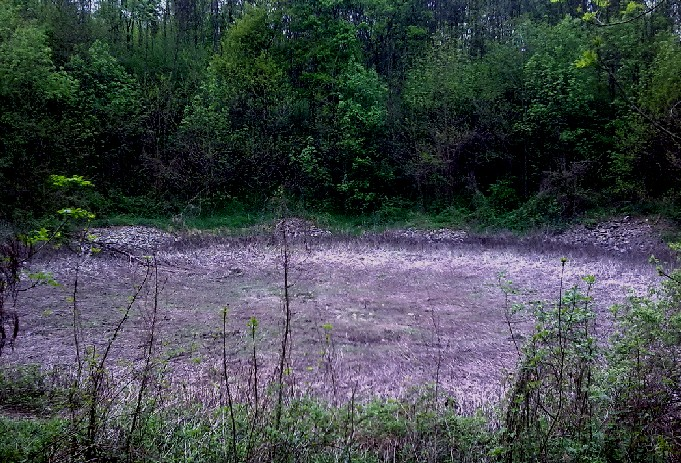
Il sito di interesse archeologico della cava di Purcarel, nei pressi del lago